# Braunbauch-Schattenkolibri
Der Braunbauch-Schattenkolibri (Phaethornis bourcieri) oder Geradschnabeleremit ist eine Vogelart aus der Familie der Kolibris (Trochilidae). Das Verbreitungsgebiet dieser Art umfasst die Länder Kolumbien, Venezuela, die Guyanas, Brasilien, Ecuador und Peru. Der Bestand wird von der IUCN als „nicht gefährdet“ (Least Concern) eingeschätzt.

## Merkmale
Der Braunbauch-Schattenkolibri erreicht bei einem Körpergewicht von lediglich ca. 4,3 g eine Körperlänge von etwa 12,9 cm, wobei der gerade Schnabel 3,3 cm lang ist. Die Oberseite ist matt bronzegrün mit einer bräunlichen Tönung. Hinter dem Auge befindet sich ein kurzer gelbbrauner Strich, darunter ein gelbbrauner bis weißlicher Wangenstrich. Die Unterseite ist gräulich gelbbraun mit einem zentralen weißen Kehlstrich. Der Schwanz ist matt bronzegrün mit einem dunklen subterminalen Band und dünnen weißen Spitzen. Die länglichen zentralen Steuerfedern sind weiß gefleckt.

## Verhalten
Die Männchen behaupten für sich kleine Gesangsreviere. Sie sitzen meist in ein bis vier Metern Höhe. Während sie singen, wippen sie mit ihrem Schwanz auf und ab. Dabei scheinen die Braunbauch-Schattenkolibris immer hektisch zu sein und fliegen in der Unterschicht des Waldes als sogenannte Trapliner schnell von einer Blüte zur nächsten. Meist agieren sie als typische Bestäuber, doch holen sie gelegentlich Nektar, indem sie die Blumenkronen von außen anbohren. Sie besuchen regelmäßig Blumen an den Waldrändern.

## Lautäußerungen
Der typische Ruf im Flug klingt wie quirliges dreifaches tre, tre, tre, welches sehr schnell ausgestoßen wird. Gelegentlich hört es sich auch nur wie ein bli, blip oder gar nur ein blip an. Weibchen geben ein hoch klingendes tiz-e-tiz-e von sich, Laute, die Insekten ähnlich klingen.

## Verbreitung und Lebensraum

Verbreitungsgebiet (grün) des Braunbauch-Schattenkolibris

Braunbauch-Schattenkolibris kommen relativ häufig in den feuchten Ausläufern der Sierra de Lema im Osten Bolívars in Höhenlagen unter 1200 Metern vor. Auch in den angrenzenden feuchten Tiefebenen des Oberlaufs des Río Cuyuní sind sie relativ häufig. Selten bis gar nicht findet man sie in feuchten oder buschigen Gegenden oder Wäldern mit Magerboden, z. B. mit weißem, sandigem Untergrund.

## Fortpflanzung
Der Braunbauch-Schattenkolibri brütet in Brasilien von März bis Mai; es wurden auch umsorgte Nester bei Manaus und in Amapá im September beobachtet, in Französisch-Guayana im Oktober und in Kolumbien im September. Das kegelförmige Nest wird aus Pflanzenmaterial und Spinnweben gebaut und unter der Spitze eines langen, herabhängenden Blattes angebracht. Das Gelege besteht aus zwei Eiern, die Bebrütung dauert 17–18 Tage, und die Nestlinge werden nach ca. 23 Tagen flügge.

## Unterarten
Es sind zwei Unterarten bekannt:
- Phaethornis bourcieri bourcieri (Lesson, RP, 1832)[4] – Die Nominatform kommt im Osten Kolumbiens, im Süden Venezuelas, in den Guyanas, dem Norden Brasiliens nördlich des Amazonas, dem Osten Ecuadors und dem Nordosten Perus vor.
- Phaethornis bourcieri major Hinkelmann, 1989[5] – Diese Unterart ist in Brasilien südlich des Amazonas verbreitet.

Phaethornis whitelyi Boucard, 1891 – Diese Unterart, die man gelegentlich in der Literatur findet, wird heute als Synonym zur Nominatform betrachtet.

## Etymologie und Forschungsgeschichte
René Primevère Lesson beschrieb den Braunbauch-Schattenkolibri unter dem Namen Trochilus Bourcieri. Das Typusexemplar hatte er von Jean Baptiste Lucien Buquet (1807–1889) erhalten, der zu jener Zeit in Brasilien lebte. Mit der Beschreibung kam eine Tafel, die Jean-Gabriel Prêtre (1768–1849) lieferte. 1827 führte William Swainson die Gattung Phaethornis für den Langschwanz-Schattenkolibri (Phaethornis superciliosus (Linnaeus, 1766)) ein, der später auch der Braunbauch-Schattenkolibri zugeordnet wurde.
Der Begriff Phaethornis leitet sich aus den griechischen Wörtern φαέθων phaéthōn für „leuchtend, strahlend“ und ὄρνις órnis für „Vogel“ ab. Der Artname wurde zu Ehren von Jules Bourcier vergeben. Major leitet sich vom lateinischen magnus, maioris für „groß, größer“ ab. Whitelyi wurde Henry Whitely (1844–1892) gewidmet, der zwei Bälge an Adolphe Boucard (1839–1905) geschickt hatte.